# Clonuncaria
Clonuncaria es un género de polillas de la familia Tortricidae.

## Especies
- Clonuncaria cimolioptera Razowski, 1999
- Clonuncaria coronae Razowski & Becker, 2011
- Clonuncaria melanophyta Meyrick, 1913